# Пуни
Пуни су етнички мешана група људи која је живела у античној Картагини, позната од историографиja и као Картагинска хора.

## Галерија
- Картагинска хора
- костур
- рестаурација
- Баал-Хамон
- Опсада Тира
- Тофет Картагина
- Маска

## Види jош
- Сардонски смех